# Kent (Colombie-Britannique)
Le district de Kent est une municipalité de district de la Colombie-Britannique, au Canada, situé à 116 km à l'est de Vancouver. Il fait partie du district régional de Fraser Valley. 
Kent comprend plusieurs communautés. La plus grande et la plus connue est Agassiz, la seule ville du district. Les autres communautés sont : Harrison Mills, Kilby, Mount Woodside, Kent Prairie, Sea Bird Island et Ruby Creek. On y trouve aussi des réserves indiennes qui ont leur propre gouvernement, dont celles de Sea Bird Island First Nation's sur l'île de Sea Bird et les environs.
Le recensement de 2006, version révisée, y dénombre 5 208 habitants,